# Ізбушенський
Ізбушенський (рос. Избушенский) — хутір у Серафимовицькому районі Волгоградської області Російської Федерації.
Населення становить 14 осіб. Входить до складу муніципального утворення Усть-Хоперське сільське поселення.

## Історія
Хутір розташований у межах українського історичного та культурного регіону Жовтий Клин.
Згідно із законом від 24 грудня 2004 року № 979-ОД органом місцевого самоврядування є Усть-Хоперське сільське поселення.

## Населення
| 2010 |
| ---- |
| 14   |